# Artère profonde du clitoris
L'artère profonde du clitoris (ou artère caverneuse) est une artère systémique paire de l'abdomen féminin située dans le petit bassin. Elle vascularise le corps caverneux du clitoris.

## Origine
L'artère profonde du clitoris nait de l'artère pudendale interne en arrière du bord inférieur de la symphyse pubienne.

## Trajet
L'artère profonde du clitoris traverse le diaphragme pelvien et pénètre dans le corps caverneux du clitoris. Elle se termine au centre du clitoris en se divisant en une branche récurrente qui vascularise le tiers postérieur du corps caverneux, et en une branche antérieure qui en vascularise les deux tiers antérieurs.
Elle s'anastomose avec l'artère dorsale du clitoris.

## Anatomie fonctionnelle
L'artère profonde du clitoris contribue à l'érection clitoridienne.